# التصاق كهربائي
الالتصاق الكهربائي هو التأثير الكهروإستاتيكي للالتصاق الذي يتم بين سطحين معرضين لـمجال كهربائي. تتضمن التطبيقات الإمساك بالورق الموضوع على أسطح أجهزة التخطيط البياني والإمساك الانقباضي لأجهزة الروبوت (القوابض الكهروسكونية) وغيرها. يوجد لدعاء بأن نسب ضغط التثبيت تتراوح بين 0.5 و1.5 نيوتن/سم2 (0,8 و2.3 رطل لكل بوصة مربعة).
يمكن تقسيم الالتصاق الكهربائي بشكل غير دقيق إلى شكلين رئيسين: أحدهما يتعلق بالقبض على المواد الموصلة بالكهرباء حيث تسري عليها القوانين العامة الخاصة بـالمواسعة وهي (D = E ε) والثاني يكون الشكل المستخدم مع المواد المعزولة كهربيًا والتي تنطبق عليها النظرية الأكثر تقدمًا لعلم الكهروستاتيكا (D = E ε + P) [بحاجة لمصدر]

## وصلات خارجية
- Monkman. G.J., S. Hesse, R. Steinmann & H. Schunk – Robot Grippers - Wiley, Berlin 2007.
- Hesse. S, G.J. Monkman, R. Steinmann & H. Schunk - Robotergreifer - Hanser, München 2004.
- Monkman. G.J,. - 24:1 - Electroadhesive Microgrippers - Assembly Automation - Vol 24, No. 1, pp 326–330 - MCB University Press, October 2003.
- Monkman. G.J. - Workpiece Retention during Machine Processing - Assembly Automation - Vol 20, issue 4, MCB University Press, 2000.
- Monkman. G.J. - An analysis of astrictive prehension - International Journal of Robotics Research - Vol 16, No. 1 - February 1997.
- Monkman. G.J. - Robot Grippers for use with Fibrous Materials - International Journal of Robotics Research - Vol 14, No. 2, pp. 144–151 - April 1995.
- Monkman. G.J. Compliant Robotic Devices and Electroadhesion Robotica Volume 10, pp. 183 185, February 1992.
- Monkman. G.J., P.M. Taylor & G.J. Farnworth Principles of Electroadhesion in Clothing Technology International Journal of Clothing Science & Technology, vol 1, No. 3, pp.&nbsp;14 20. MCB University Press, 1989.

- BBC News. Robots scale new heights. 2008-07-08 “materials with electro-adhesive properties”. Retrieved 2008-07-08
- Electroadhesive Robot Climbers *